# Закарија ел Уахди
Закарија ел Уахди (арап. زكريا الواحدي; Хобокен, 31. децембар 2001) је марокански фудбалер који тренутно наступа за Генк. Игра на позицији десног бека.

## Успеси
РВД Моланбек
- Друга лига Белгије (1) : 2022/23.[4]

 Мароко до 23
- Афрички куп нација до 23 године  (1) :  2023.[5]

Појединачни
- Идеални тим Друге лиге Белгије: 2022/23.[6]
- Идеални тим Афричког купа нација до 23 године: 2023.[7]